# Schansspringen op de Olympische Winterspelen 2018 - Landenwedstrijd mannen
De landenwedstrijd voor mannen tijdens de Olympische Winterspelen 2018 vond plaats op 19 februari 2018 in het Alpensia Jumping Centre. Regerend olympisch kampioen was Duitsland. Duitsland moest ditmaal genoegen nemen met de zilveren medaille.

## Tijdschema
| Datum       | Lokale tijd | MET   | Ronde  |
| ----------- | ----------- | ----- | ------ |
| 19 februari | 21:30       | 13:30 | Finale |

## Uitslag
| Rang   | Bib                    | Land                                                                                          | Eerste sprong           | Eerste sprong                 | Eerste sprong | Tweede sprong           | Tweede sprong                 | Tweede sprong | Totaal                         |
| Rang   | Bib                    | Land                                                                                          | Afstand (m)             | Punten                        | #             | Afstand (m)             | Punten                        | #             | Totaal                         |
| ------ | ---------------------- | --------------------------------------------------------------------------------------------- | ----------------------- | ----------------------------- | ------------- | ----------------------- | ----------------------------- | ------------- | ------------------------------ |
| Goud   | 12 12–1 12–2 12–3 12–4 | Noorwegen Daniel-André Tande Andreas Stjernen Johann André Forfang Robert Johansson           | 136.0 133.0 132.5 137.5 | 545.9 141.8 134.6 132.3 137.2 | 1             | 140.5 135.5 132.0 136.0 | 552.6 145.5 139.8 129.7 137.6 | 1             | 1098.5 287.3 274.4 262.0 274.8 |
| Zilver | 11 11–1 11–2 11–3 11–4 | Duitsland Karl Geiger Stephan Leyhe Richard Freitag Andreas Wellinger                         | 136.0 128.0 134.5 140.0 | 543.9 139.4 124.1 134.5 145.9 | 2             | 134.0 129.0 134.5       | 531.8 131.7 126.0 135.8 138.3 | 2             | 1075.7 271.1 250.1 270.3 284.2 |
| Brons  | 10 10–1 10–2 10–3 10–4 | Polen Maciej Kot Stefan Hula Jr Dawid Kubacki Kamil Stoch                                     | 129.5 130.0 138.5 139.0 | 540.9 128.3 129.8 139.7 143.1 | 3             | 133.0 134.0 135.5 134.5 | 531.5 127.0 134.8 135.3 134.4 | 3             | 1072.4 255.3 264.6 275.0 277.5 |
| 4      | 9 9–1 9–2 9–3 9–4      | Oostenrijk Stefan Kraft Manuel Fettner Gregor Schlierenzauer Michael Hayböck                  | 133.5 122.5 127.5 133.5 | 493.7 131.8 109.9 118.0 134.0 | 4             | 126.5 125.5 122.5 136.5 | 484.7 116.7 118.2 111.3 138.5 | 4             | 978.4 248.5 228.1 229.3 272.5  |
| 5      | 8 8–1 8–2 8–3 8–4      | Slovenië Jernej Damjan Anže Semenič Tilen Bartol Peter Prevc                                  | 126.5 125.0 129.5 134.5 | 492.4 118.9 116.5 120.6 136.4 | 5             | 129.5 123.5 122.0 133.5 | 475.4 122.2 111.1 111.0 131.1 | 5             | 967.8 241.1 227.6 231.6 267.5  |
| 6      | 7 7–1 7–2 7–3 7–4      | Japan Taku Takeuchi Daiki Ito Noriaki Kasai Ryoyu Kobayashi                                   | 124.0 126.0 124.0 132.5 | 475.5 113.6 117.6 112.2 132.1 | 6             | 123.0 125.0 130.0       | 465.0 110.5 109.8 117.9 126.8 | 6             | 940.5 224.1 227.4 230.1 258.9  |
| 7      | 6 6–1 6–2 6–3 6–4      | Olympische atleten uit Rusland Aleksej Romasjov Denis Kornilov Michail Nazarov Jevgeni Klimov | 117.5 122.0 115.0 123.0 | 409.6 99.4 108.6 90.6 111.0   | 7             | 114.0 121.5 115.5 122.0 | 400.2 90.1 107.5 93.8 108.8   | 7             | 809.8 189.5 216.1 184.4 219.8  |
| 8      | 5 5–1 5–2 5–3 5–4      | Finland Janne Ahonen Andreas Alamommo Jarkko Määttä Antti Aalto                               | 122.5 117.0 118.0 115.0 | 397.5 109.7 97.3 97.6 92.9    | 8             | 120.5 115.5 113.5 118.5 | 392.9 104.6 94.8 89.5 104.0   | 8             | 790.4 214.3 192.1 187.1 196.9  |
| 9      | 3 3–1 3–2 3–3 3–4      | Verenigde Staten Casey Larson William Rhoads Michael Glasder Kevin Bickner                    | 111.5 107.5 113.0 131.0 | 377.2 85.7 80.4 86.4 124.7    | 9             |                         |                               |               |                                |
| 10     | 4 4–1 4–2 4–3 4–4      | Tsjechië Viktor Polášek Vojtěch Štursa Čestmír Kožíšek Roman Koudelka                         | 116.0 107.0 111.5 124.0 | 370.1 95.7 78.3 84.6 111.5    | 10            |                         |                               |               |                                |
| 11     | 2 2–1 2–2 2–3 2–4      | Italië Federico Cecon Davide Bresadola Sebastian Colloredo Alex Insam                         | 102.0 114.0 115.0 122.5 | 364.5 69.7 94.9 94.3 105.6    | 11            |                         |                               |               |                                |
| 12     | 1 1–1 1–2 1–3 1–4      | Zuid-Korea Kim Hyun-ki Park Je-un Choi Heung-chul Choi Se-ou                                  | 102.5 81.5 110.5 115.0  | 274.5 68.8 29.4 83.3 93.0     | 12            |                         |                               |               |                                |